# 浙江省台州中学

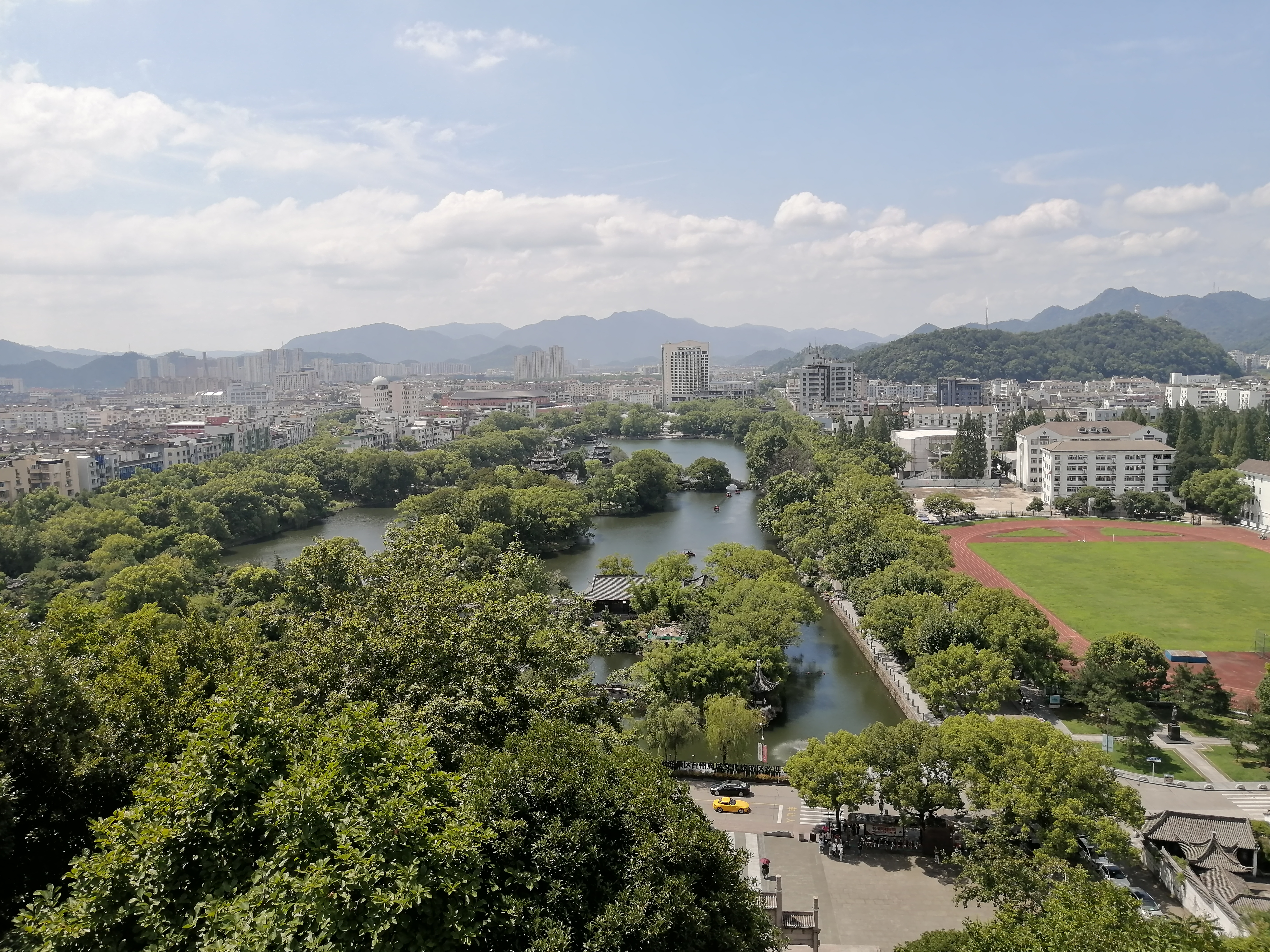
自台州府城牆俯視東湖，湖右側為台州中學西校區

浙江省台州中學，簡稱台中，建於清朝同治六年（1867年），老校區位於浙江省临海市北山路112號，新校區位於臨海市双林南路220號，是有悠久歷史的名校。

## 校史

### 清朝
- 同治六年（1867年）台州中學前身「三台書院」（初名廣文書院）創建。
- 光緒二十八年（1902年），維新影響日見深廣，值秋，台州太守徐承禮奉詔令改「三台書院」為「三台中學堂」。
- 光緒三十三年（1907年）改稱「官立台州府中學堂」。

### 中華民國大陸時期
- 民國元年（1912年）改名為「浙江省第六中學校」。
- 民國二十六年（1937年）改名「浙江省台州中學」。

### 中華人民共和國
- 1956年改名「臨海第一中學」。
- 1981年確定為浙江省首批辦好的十八所重點中學之一。
- 1985年恢復「浙江省台州中學」原名。
- 1996年4月確認為浙江省一級重點中學。
- 1998年被教育部確認為全國現代教育技術實驗學校。
- 1998年初中部分出独立办学。

## 校训
求真、务实、敬业、乐群

## 知名校友

### 两院院士
中国科学院院士
- 朱洗（1900—1962），临海人。 1955年6月当选院士，生物学家，曾任中科院实验生物研究所所长。
- 冯德培（1907—1995），临海人，生物学家。 1955年6月当选院士，曾任中科院副院长。
- 吴全德（1923—2005），黄岩人。 1991年11月当选院士，电子物理学家。
- 闻邦椿（1930—），温岭人。 1991年11月当选院士，机械动力学与工程机械学家。
- 陈洪渊（1937—），三门人。 2001年11月当选院士，分析化学家。
- 徐世浙（1936—2012年），椒江人。 2001年11月当选院士，地球物理学家。

中国工程院院士
- 池志强（1924—2020），黄岩人。 1997年12月当选院士，药理学家。

### 其他
- 周至柔（1899-1986），字百福，临海人，中华民国高级将领，国民革命军空军一级上将。1922年毕业于保定陆军军官学校，1946年任中华民国第一任空军总司令，1949年随国军到台湾，1950年任空军一级上将参谋总长，1957年任台湾省政府主席，1962年任总统府参军长。
- 林炯（1900 -1937），临海城西宝藏岙人。原省立六中学生，曾任中共满洲省委书记，后在苏联“肃反”扩大化中被捕枉死狱中。
- 柔石（1902－1931），原名赵平复，浙江宁海人，作家，“左联五烈士”之一。
- 王观澜（1906—1982），原名金水，字克洪，临海人，中国共产党最早从事农民运动和土地革命的领导人之一。解放后，曾任农业部党组书记兼副部长。

### 教师
- 朱自清，民国时期著名文学家，教育家，曾任台州中学教师。

### 商界
- 梁信军，复星集团创始人之一，上海市政协第十一届委员会委员、中国青年企业家协会副会长、上海复旦大学校友会执行会长及上海台州商会会长。曾就读于台州中学。
- 陈保华，浙江华海药业股份有限公司董事长、浙江省商会副会长。2019年10月10日，以53亿元位列《2019年胡润百富榜》第793位。

## 外部連結
- （简体中文）台州中学网址